# Grüne Minze
Die Grüne Minze (Mentha spicata), auch Ährige Minze, Krause Minze oder Speer-Minze (englisch spearmint), ist eine Pflanzenart innerhalb der Familie der Lippenblütengewächse (Lamiaceae).

## Beschreibung

### Erscheinungsbild und Blatt
Die Grüne Minze wächst als ausdauernde, krautige Pflanze mit Wuchshöhen von 30 bis 130 Zentimeter. Sie bildet unterirdische Ausläufer aus und besitzt einen angenehmen aromatischen Geruch. Der Geschmack ist süßer als der der Pfefferminze und es fehlt die Schärfe des Menthols, von dem die Grüne Minze nur wenig enthält. Die aufrechten, vierkantigen, grünen bis rötlichen Stängel verzweigen üblicherweise im oberen Bereich und sind kahl bis fast kahl.
Die gegenständig am Stängel angeordneten Laubblätter sind ungestielt oder bis zu 2 Millimeter gestielt und am Blattgrund drüsig. Die einfache, annähernd kahle Blattspreite ist bei einer Länge von 2 bis 7 Zentimetern und einer Breite von 0,5 bis 2 Zentimetern eiförmig-länglich bis schmal-lanzettlich mit herzförmigen, gerundeten oder breit keilförmigen Spreitengrund und spitzer bis lang zugespitzter Spreitenspitze. Der Spreitenrand ist unregelmäßig gesägt.

### Blütenstand, Blüte und Frucht
Die Blütezeit reicht von Juli bis September. Die Blütenstiele sind etwa 2 Millimeter lang. Die Blüten sind in vielblütigen Scheinquirlen angeordnet. Sie stehen in endständigen, an der Basis unterbrochenen, mit einer Länge von 4 bis 10 Zentimetern zylindrischen, ährenartigen Blütenständen. Die 5 bis 8 Millimeter langen, linealischen Tragblätter sind kürzer oder gleich lang wie die Blüten.
Die zwittrigen Blüten sind zygomorph und fünfzählig mit doppelter Blütenhülle. Die fünf ungleichen, 1,5 bis 2 Millimeter langen, drüsigen Kelchblätter sind glockenförmig verwachsen und entweder haarlos oder an den Kelchzipfeln bewimpert. Die mehr oder weniger gleichförmigen, dreieckig-lanzettlichen Kelchzipfel sind etwa 1 Millimeter lang. Die fünf weißen, bleichrosa bis violettlichen Kronblätter bilden die etwa 2,5 bis 4 Millimeter lange, haarlose Krone und sind zu einer etwa zwei Millimeter langen Kronröhre verwachsen. Die fast gleichförmigen Kronzipfel besitzen eine ausgerandete Spitze. Die vier gleich langen Staubblätter ragen aus der Krone heraus.
Die Grüne Minze bildet dunkelbraune Klausen.
Die Chromosomenzahl beträgt 2n = 36, 48 oder 84.

## Standort und Verbreitung
Die Grüne Minze ist in Europa, Nordafrika, Vorderasien, der Kaukasusregion, im zentralasiatischen Turkmenistan, in Pakistan, Nepal und China weit verbreitet. Die ursprüngliche europäische Verbreitung erstreckt sich von den mitteleuropäischen Staaten Schweiz, Slowenien und Kroatien über Südosteuropa mit den Mittelmeerinseln bis Zypern sowie von Italien mit Sizilien und Sardinien bis zur spanischen Baleareninsel Mallorca. Darüber hinaus ist sie im weiteren Europa und auch in Nordamerika als Neophyt verbreitet und wurde auch global weitverbreitet kultiviert und eingebürgert. So besiedelt die Grüne Minze in Deutschland nährstoffreiche Stauden- und Unkrautfluren. In Österreich wird sie mehr oder weniger häufig kultiviert und verwildert gelegentlich unbeständig.
Die ökologischen Zeigerwerte nach Landolt et al. 2010 sind in der Schweiz: Feuchtezahl F = 3+w (feucht aber mäßig wechselnd), Lichtzahl L = 4 (hell), Reaktionszahl R = 3 (schwach sauer bis neutral), Temperaturzahl T = 4+ (warm-kollin), Nährstoffzahl N = 4 (nährstoffreich), Kontinentalitätszahl K = 3 (subozeanisch bis subkontinental).

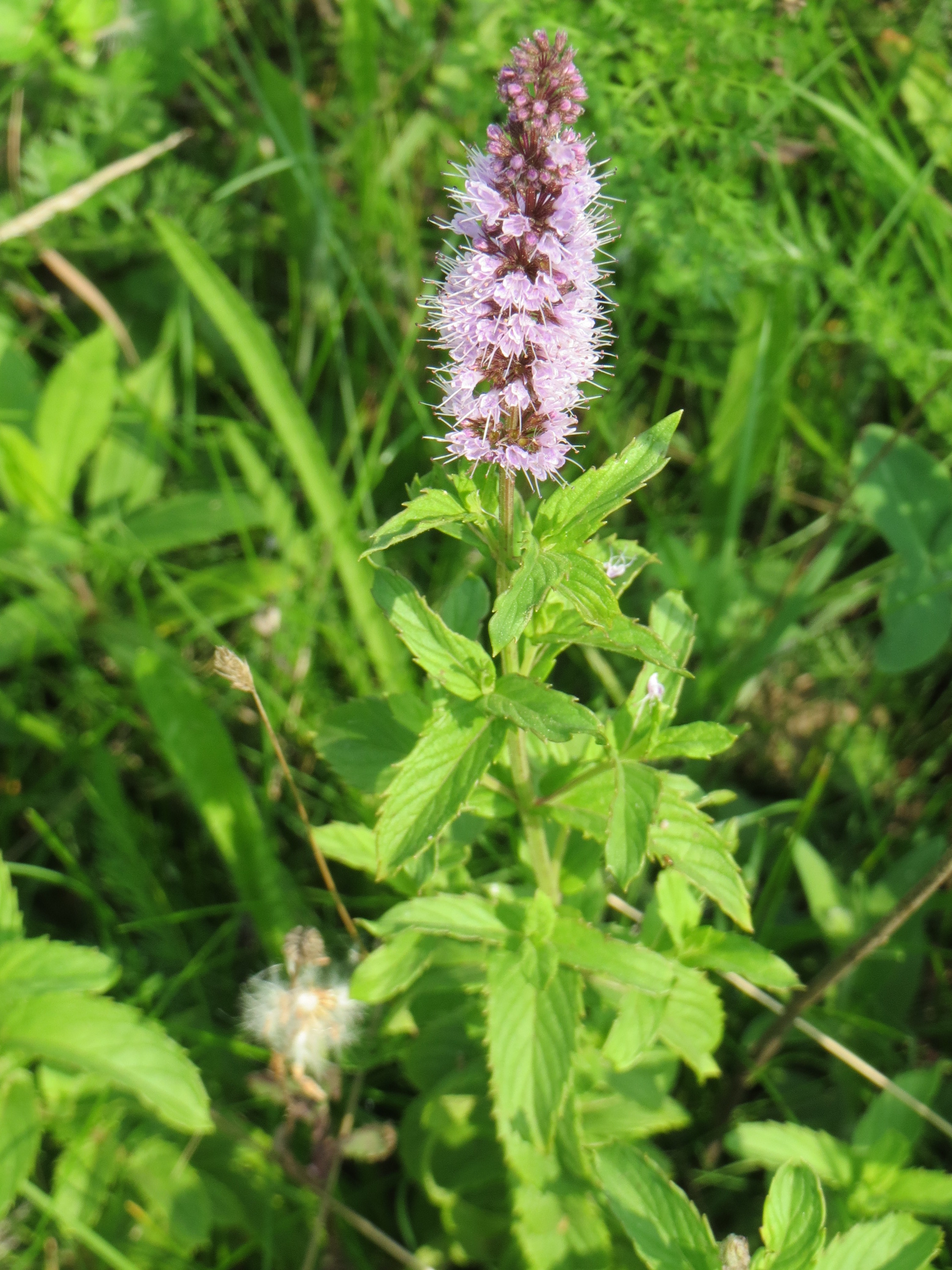
Ähren-Minze (Mentha spicata)

## Systematik
Die Erstveröffentlichung von Mentha spicata erfolgte 1753 durch Carl von Linné in Species Plantarum, Band 2, S. 578.
Die Grüne Minze ist eine oktoploide Art und möglicherweise aus einer Hybridisierung von Mentha longifolia und Mentha suaveolens entstanden. Sie ist eine der Stammarten der Pfefferminze (Mentha ×piperita).
Von Mentha spicata werden zwei Unterarten anerkannt:
- Mentha spicata L. subsp. spicata (Synonym: Mentha atrata Schur, Mentha balsamea Rchb. nom. illeg., Mentha brevispicata Lehm., Mentha cordato-ovata Opiz, Mentha crispa L., Mentha crispata Schrad. ex Willd., Mentha glabra Mill., Mentha hortensis Opiz ex Fresen., Mentha inarimensis Guss., Mentha integerrima Mattei & Lojac., Mentha lacerata Opiz, Mentha laciniosa Schur, Mentha laevigata Willd., Mentha lejeuneana Opiz, Mentha lejeunii Opiz ex Rchb., Mentha michelii Ten. ex Rchb., Mentha ocymiodora Opiz, Mentha pectinata Raf., Mentha piperella (Lej. & Courtois) Opiz ex Lej. & Courtois, Mentha pudina Buch.-Ham. ex Benth., Mentha romana Bubani, Mentha rosanii Ten., Mentha rubicunda Heinr.Braun & Topitz, Mentha sepincola Holuby, Mentha tauschii Heinr.Braun, Mentha tenuiflora Opiz, Mentha tenuifolia Opiz ex Rchb., Mentha tenuis Michx., Mentha undulata Willd., Mentha viridifolia Pérard, Mentha viridis (L.) L., Mentha walteriana Opiz, Mentha longifolia subsp. undulata (Willd.) Briq., Mentha longifolia subsp. viridis (L.) Rouy, Mentha spicata subsp. glabrata (Lej. & Courtois) Lebeau, Mentha viridis subsp. angustifolia (Lej. & Courtois) Briq., Mentha viridis subsp. crispata (Schrad. ex Willd.) Briq., Mentha viridis subsp. euryphylla Briq., Mentha viridis subsp. exquisita Briq., Mentha viridis subsp. inarimensis (Guss.) Nyman, Mentha viridis subsp. malinvaldii Agasse ex Briq. Mentha aquatica var. crispa (L.) Benth., Mentha crispata var. lacerata (Opiz) Heinr.Braun, Mentha longifolia var. crispata (Schrad. ex Willd.) Rouy, Mentha longifolia var. piperella (Lej. & Courtois) Rouy, Mentha mollissima var. undulata (Willd.) Heinr.Braun, Mentha rubicunda var. langiana Topitz, Mentha spicata var. oblongifolia (Wimm. & Grab.) Lebeau, Mentha spicata var. undulata (Willd.) Lebeau, Mentha spicata var. viridis L., Mentha sylvestris var. crispata W.D.J.Koch, Mentha sylvestris var. glabra W.D.J.Koch, Mentha sylvestris var. glabrata Benth., Mentha sylvestris var. oblongifolia Wimm. & Grab., Mentha viridis var. allodonta Topitz, Mentha viridis var. angustifolia Lej. & Courtois, Mentha viridis var. cordato-ovata (Opiz) Heinr.Braun, Mentha viridis var. crispa Benth., Mentha viridis var. crispata (Schrad. ex Willd.) Becker, Mentha viridis var. exquisita Briq., Mentha viridis var. glabrata Lej. & Courtois, Mentha viridis var. holotilta Briq., Mentha viridis var. hortensis Wirtg., Mentha viridis var. jaccardii Briq., Mentha viridis var. lacerata (Opiz) Heinr.Braun, Mentha viridis var. laetivridis Topitz, Mentha viridis var. laevigata (Willd.) Lamotte, Mentha viridis var. lampreilema Briq., Mentha viridis var. lejeuneana (Opiz) Heinr.Braun, Mentha viridis var. macrostemma Lej. & Courtois, Mentha viridis var. maderensis Briq., Mentha viridis var. malinvaldii (Agasse ex Briq.) Briq., Mentha viridis var. ocymiodora (Opiz) Lej. & Courtois, Mentha viridis var. oligotricha Briq., Mentha viridis var. phaneroneura Briq., Mentha viridis var. phyllopogon Briq., Mentha viridis var. piperella Lej. & Courtois, Mentha viridis var. sinuosa Topitz, Mentha viridis var. spadana Briq., Mentha viridis var. stenophyllon Topitz, Mentha viridis var. tauscheri Topitz, Mentha viridis var. tenuiflora (Opiz) Briq., Mentha viridis var. tenuis (Michx.) Briq., Mentha viridis var. walteriana (Opiz) Topitz)[3]
- Mentha spicata subsp. condensata (Briq.) Greuter & Burdet (Syn.: Mentha tomentosa subsp. condensata Briq., Mentha microphylla var. condensata (Briq.) Briq., Mentha chalepensis Mill., Mentha derelicta Déségl., Mentha microphylla K.Koch, Mentha sofiana Trautm., Mentha subsessilis Borbás, Mentha tomentosa d’Urv. nom. illeg., Mentha sofiana subsp. kickxiifolia Trautm., Mentha spicata subsp. tomentosa Harley, Mentha tomentosa subsp. glareosa Briq., Mentha microphylla var. glareosa (Briq.) Briq., Mentha sylvestris var. stenostachya Boiss.): Die Heimat liegt im Süden und Südosten Europas mit Italien, dem früheren Jugoslawien, Bulgarien, Albanien, Griechenland inklusive Kreta, auf Zypern und der westlichen Türkei. Sie ist in Neuseeland ein Neophyt.[1][4][3]

## Inhaltsstoffe

Strukturformel von (R)-(–)-Carvon, Hauptbestandteil des Krausminzeöls

Die Inhaltsstoffe der Grünen Minze unterscheiden sich nach Art und Herkunft. Im Öl können knapp 30 verschiedene Substanzen nachgewiesen werden. Die Hauptbestandteile sind (R)-(−)-Carvon (39 bis 74 %), (R)-(+)-Limonen (3 bis 23 %), 1,8-Cineol (1 bis 9 %),  Menthol (bis 9 %), Dihydrocarveol (1,6 bis 6 %), Terpinen-4-ol (bis zu 6 %), Carvylacetat (bis 5,9 %), Germacren D (bis 4 %), Neoisodihydrocarveol (bis 3,9 %), trans-Dihydrocarvon (bis 3 %), Dihydrocarvylacetat (bis 3 %), α-Terpineol (bis 2,7 %) und Myrcen (0,9 bis 1,9 %).

## Verwendung

### Lebensmittel
Die Grüne Minze wird in der traditionellen Küche häufig zur Zubereitung von Tees, zum Würzen von Saucen, sowie als Garnierung gebraucht. Insbesondere in Nordafrika und Vorderasien, wo es zahlreiche Varianten der Grünen Minze gibt, hat sie für die Zubereitung von Speisen eine wichtige Bedeutung (→ Nanaminze).
Sie ist eine der bekanntesten Minz-Arten überhaupt und dient als Grundlage für zahlreiche industrielle Produkte, wie zum Beispiel Zahnpasten, Kaugummis (Spearmint) und Süßigkeiten.

### Heilkunde / Medizin
Die getrockneten Spitzen und Blätter werden medizinisch als Stimulanzien sowie als windtreibendes und nervenstärkendes Mittel angewendet. In den letzten Jahren wurde die Wirkung der Mentha spicata von Forschern näher untersucht und Hinweise auf positive Effekte im neurologischen Bereich gesammelt. Zurückgeführt werden diese Effekte auf die entzündungshemmende, antimikrobielle und sedative Wirkung der Pflanze und der Zubereitungen daraus.
Die Grüne Minze enthält Carvone aus der Stoffgruppe der monocyclischen Monoterpene (z. B. (R)-(–)-Carvon), die als Bestandteil von ätherischen Ölen genutzt werden.

### Landwirtschaft
Gemäß der Durchführungsverordnung (EU) Nr. 540/2011 ist die Grüne Minze auch als Wachstumsregler im ökologischen Landbau einsetzbar.